# Buzakî, Kamin-Kașîrskîi
Buzakî (în ucraineană Бузаки) este localitatea de reședință a comunei Buzakî din raionul Kamin-Kașîrskîi, regiunea Volînia, Ucraina.

## Demografie
Componența lingvistică a localității Buzakî
     Ucraineană (99,34%)
     Alte limbi (0,56%)
Conform recensământului din 2001, majoritatea populației localității Buzakî era vorbitoare de ucraineană (99,34%), existând în minoritate și vorbitori de alte limbi.